# Aktivt sæde
Et enzyms aktive sæde (også kaldet aktive site) indeholder det katalytiske sæde samt bindingssædet. Det aktive sædes struktur og de kemiske egenskaber tillader genkendelse og binding af substratet.
Det aktive sæde er normalt en lille lomme på overfladen af enzymet, der indeholder aminosyrerester, som er ansvarlige for substratspecificiteten (ladning, hydrofobitet, sterisk hindring), og katalytiske rester, som ofte agerer som protondonorer eller -acceptorer eller er ansvarlige for binding af en cofaktor såsom PLP, TPP og NAD. Det aktive sæde er også målet for enzyminhibering.
| Molekylærbiologi | Spire Denne molekylærbiologiartikel er en spire som bør udbygges. Du er velkommen til at hjælpe Wikipedia ved at udvide den. |